# Le Chant des sirènes (chanson)
Pour les articles homonymes, voir Le Chant des sirènes.
Singles de Fréro Delavega
Il y a
(2014) Mon petit pays
(2015)
Le Chant des sirènes est le troisième single du groupe Fréro Delavega sorti le 8 août 2014. Il est extrait de leur premier album, Fréro Delavega, sorti en 2014.

## Classements
| Classement (2014-15)                    | Meilleure position |
| --------------------------------------- | ------------------ |
| Belgique (Wallonie Ultratop 50 Singles) | 14                 |
| France (SNEP)                           | 9                  |

## Certifications
| Région                                                                                                 | Certification | Ventes/Streams |
| --- | ------------- | -------------- |
| France (SNEP)                                                                                          | Or            | *              |
| *Ventes selon la certification ^Mise en rayon selon la certification xNon précisé par la certification |               |                |

## Parodie
La chanson est parodiée par Les Guignols de l'info, avec les marionnettes de Pierre Gattaz et d'Emmanuel Macron, les « Frérots de La Défense » qui interprètent Le chant des SIRET, avec des paroles faisant l'éloge de l'ultra-libéralisme,.